# Aelia acuminata
Espèce
Aelia acuminata est une espèce de " punaises des céréales " de la famille des Pentatomidae, de la sous-famille des Pentatominae, de la tribu des  Aelini et du genre Aelia.

## Historique et dénomination
L'espèce Aelia acuminata a été décrite par le naturaliste suédois Carl von Linné en 1758, sous le nom initial de Cimex acuminatus.

### Synonymie
- Cimex acuminatus Linné, 1758 Protonyme
- Aelia annulipes Bergevin, 1934

### Nom vernaculaire
- Punaise des blés (d'autres espèces de punaises du genre Eurygaster sont aussi appelées punaises des blés[1])
- Punaise nez-de-rat.

## Description

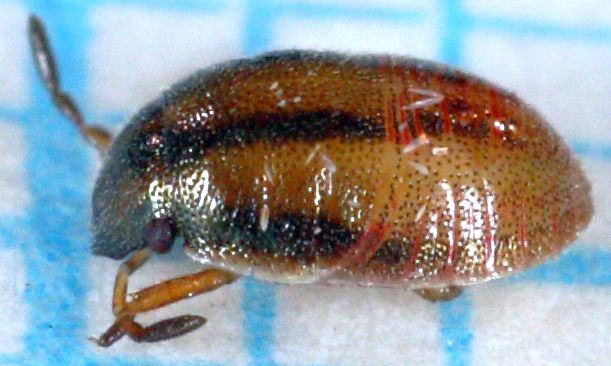
Nymphe, premier stade
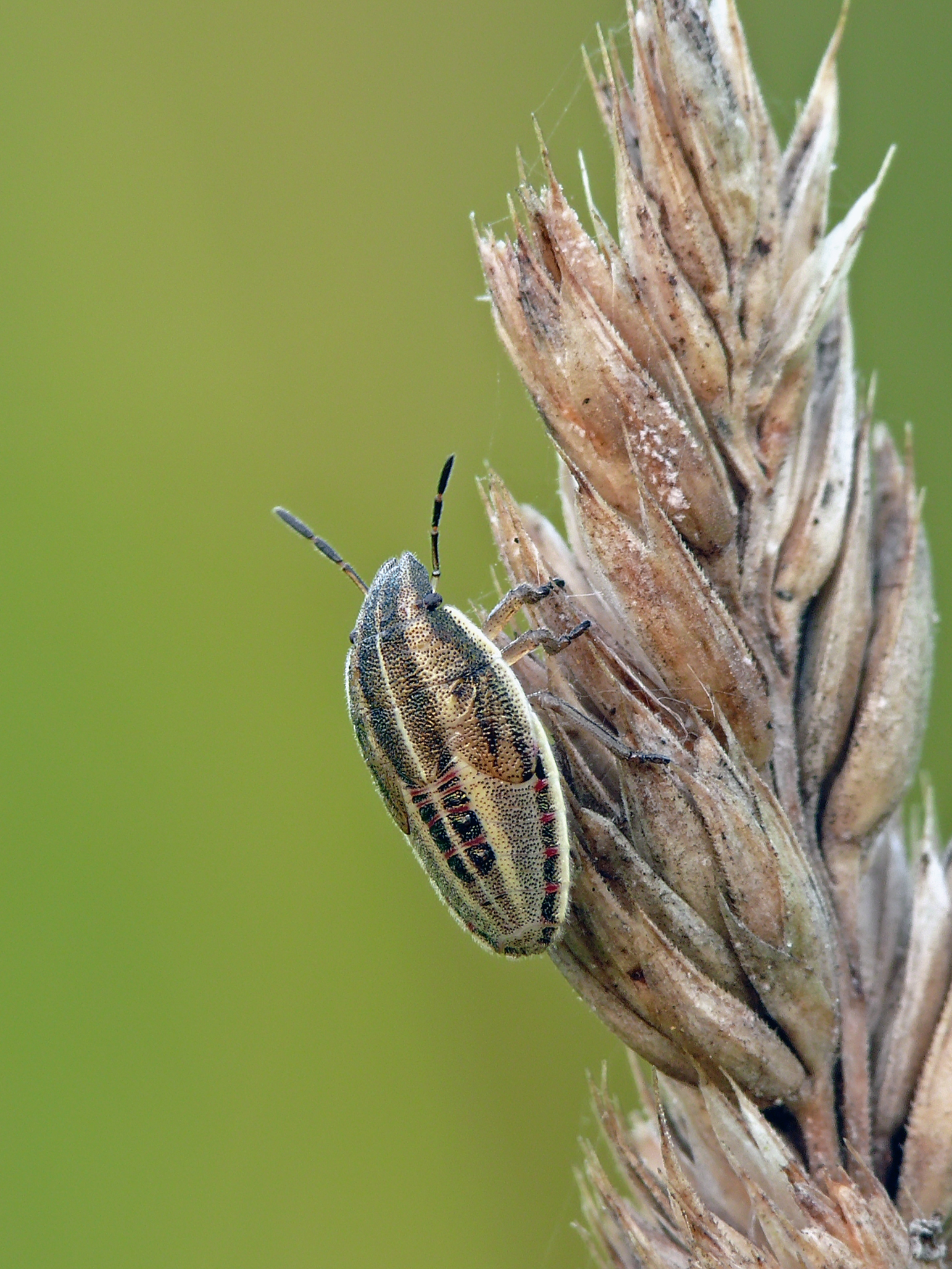
Larve Stade V

## Aire de répartition et habitat
Cette espèce est commune en Europe, de la péninsule Ibérique jusqu’en Sibérie centrale, Chine, Mongolie et Pakistan. Sa limite nord se situe en Suède et Finlande autour du 66° Nord et sa limite Sud est en Afrique du Nord, aux abords du Sahara .  Elle est présente jusque 1 950 m d'altitude .
On la trouve dans de nombreux biotopes mais affectionne particulièrement les milieux herbeux riches en graminées.

## Alimentation
La punaise des blés s'alimente sur de nombreuses graminées (fétuque, pâturin, ivraie, orge etc.) et pique surtout les grains en formation.
Elle peut causer des dégâts sensibles dans les champs de céréales d'Europe méridionale et d'Afrique du Nord.